# Hyalophora cedrosensis
Hyalophora cedrosensis är en fjärilsart som beskrevs av Cockerell 1914. Hyalophora cedrosensis ingår i släktet Hyalophora och familjen påfågelsspinnare. Inga underarter finns listade i Catalogue of Life.